# ديزيرلاس
كلودي فريتش-مونتروب، المعروفة باسمها ديزيرلاس (بالفرنسية:Desireless (ولدت في 25 ديسمبر 1952، بباريس، فرنسا)، هي المغنية الفرنسية [1] بين عامي 1986 و 1988، المعروفة باغنية «فوياج، فوياج.» وصلت إلى رقم واحد في العديد من سبر الاراء لمجلات أوروبية وآسيوية موسيقية وبيعت أكثر من خمسة ملايين نسخة، وهي لا تزال تكتب أغنيات جديدة مع العديد من المتعاونين. في الوقت الحاضر، وقالت انها تعمل مع الشباب المغنيين الفرنسيين للموسيقى الكهربائية للإنتاج، مثل أنطوان اوراش (عملية الشمس). انها لا تزال تقدم عروض حية، خصوصا في أوروبا.

## الألبومات
ألبومات:
- فرانسوا (1989) رقم 29 فرنسا
- أنا أحبك (1994)
- إس إي إس بلس سباقا نجاح لل2003 فرنسا و (2004) روسيا
- الامم المتحدة برين دي 2004 بايل
- المزيد من الحب والاهتزازات جيدة (2007) فرنسا و (2008) روسيا
- لو بوتي BISOU "(2009) فرنسا
- المزيد من الحب والاهتزازات الجيدة: طبعة خاصة (2010) فرنسا
- لوف دو التنين (2013، الفذ أنطوان اوراش ويعرف أيضا باسم عملية للشمس فرنسا
- اسما 2014 الفذ أنطوان اوراش ويعرف أيضا باسم عملية للشمس فرنسا

## الاغانى
- 1986-1987: بالفرنسية فوياج فوياج الترجمة باللغة العربية: (رحلة، رحلة)
- 1994: «ايل دورت»
- 1994: «أي لوف يو» الترجمة باللغة العربية: (انا احبك)

اغاني جديدة:
- 2004: «لا نافس مؤسسة بيل»
- 2010: «فوياج فوياج (دي جي استيبان ريميكس 2010)» (رقم 81 المخططات البيانية للنادي الفرنسي)

## روابط خارجية
- ديزيرلاس على موقع IMDb (الإنجليزية)
- ديزيرلاس على موقع ميوزك برينز (الإنجليزية)
- ديزيرلاس على موقع أول ميوزيك (الإنجليزية)
- ديزيرلاس على موقع ديسكوغز (الإنجليزية)
- ديزيرلاس على موقع ديسكوغز (الإنجليزية)
- ديزيرلاس على موقع قاعدة بيانات الفيلم (الإنجليزية)
- ديزيرلاس على موقع كينوبويسك (الروسية)